# Східна державна виправна колонія
Східна державна виправна колонія, також відома як ESP, — колишня американська в'язниця у Філадельфії, штат Пенсільванія . Вона розташована за адресою 2027 Fairmount Avenue між Corinthian Avenue і North 22nd Street в районі Fairmount міста і функціонував з 1829 по 1971 рік. Пенітенціарна установа вдосконалювала революційну систему окремого ув'язнення, вперше запроваджену у в'язниці Волнат-стріт, яка наголошувала на принципах реформи, а не покарання. 
Відомі злочинці, такі як Аль Капоне та грабіжник банків Віллі Саттон, утримувались в ній. Джеймс Бруно (Великий Джо) і кілька його родичів-чоловіків були тут ув’язнені між 1936 і 1948 роками за імовірне вбивство під час різанини в Келайресі 1934 року, перш ніж їх звільнили умовно . На момент завершення будівля була найбільшою та найдорожчою громадською спорудою, коли-небудь зведеною в Сполучених Штатах,  і швидко стала зразком для понад 300 в’язниць по всьому світу.
Зараз в’язниця є національною історичною пам’яткою США , яка відкрита для відвідування, в якості музею, для екскурсій сім днів на тиждень, дванадцять місяців на рік, з 10 ранку до 5 вечора. Протягом року заклад відвідують до 220 тисяч людей.

## Історія

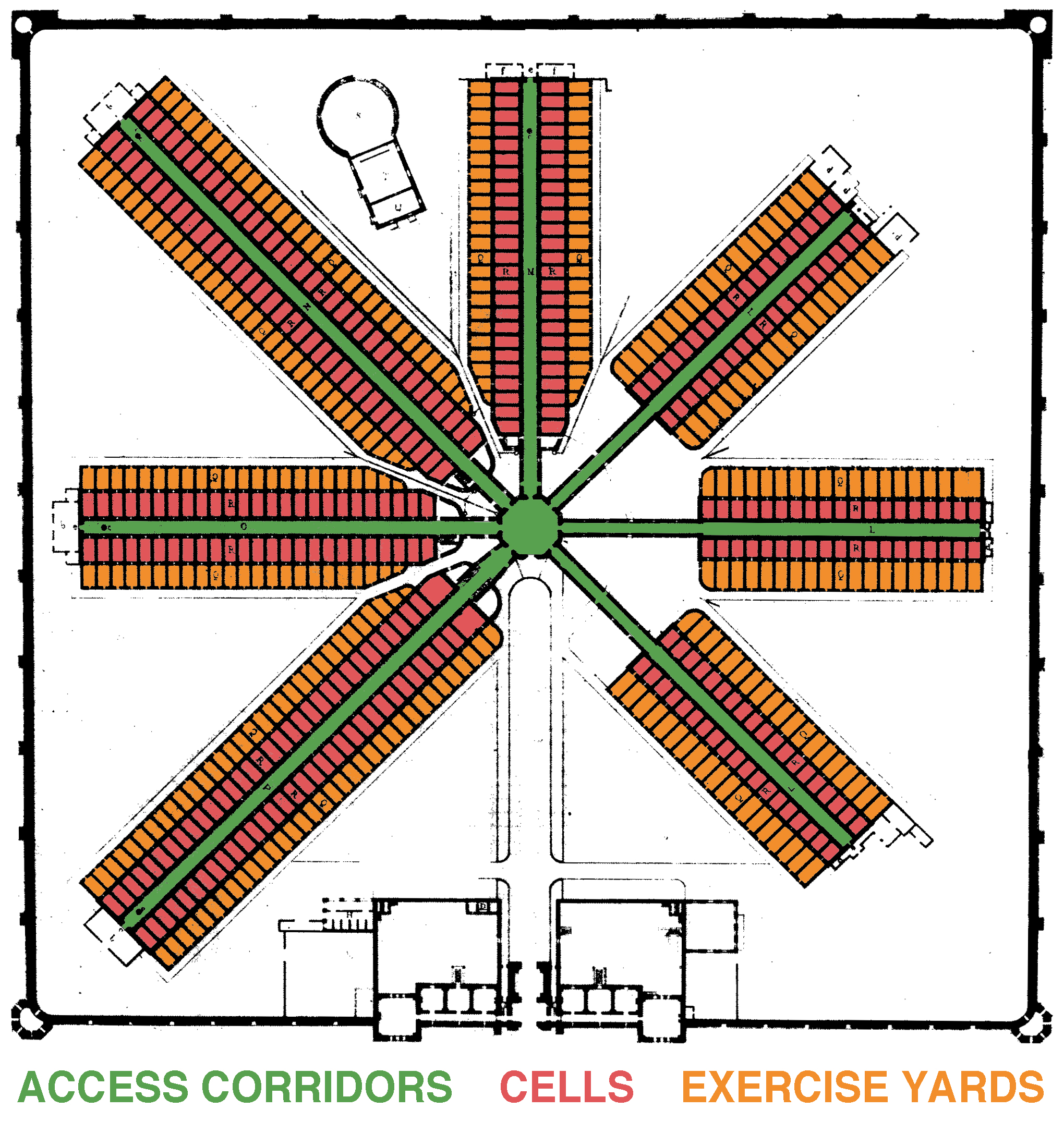
Коментований план поверху Східної державної виправної колонії 1836 року

Східна державна, розроблена Джоном Хевілендом і відкритий 25 жовтня 1829 року, вважається першою справжньою пенітенціарною установою у світі. Революційна система ув'язнення в Східному штаті, названа «системою Пенсільванії» або окремою системою, заохочувала окреме ув'язнення як форму реабілітації. За законом наглядач повинен був відвідувати кожного ув’язненого щодня, а наглядачі мали обов’язок бачити кожного ув’язненого тричі на день.
Одночасно альтернативою Пенсільванській системі була система Оберн (також відома як Нью-Йоркська система), яка вважала, що ув'язнених слід примушувати працювати разом у мовчанні, і їх можна піддавати фізичному покаранню (наприклад в'язниця Сінг-Сінг). Незважаючи на те, що в Сполучених Штатах віддавали перевагу системі Оберн, радіальний план поверху Східного штату та система одиночної камери були зразком для понад 300 в’язниць по всьому світу. 
Критик і активіст Джон Ніл у 1841 році висловив огиду до міжнародної репутації «нації, яка вирвалася з усіх своїх кайданів лише п’ятдесят чи шістдесят років тому, поваливши в’язниці, палаци та трони у своєму поході до всесвітньої емансипації, вже відомої по всій землі за її в’язниці, її кайдани та її знаки рабства». 
Спочатку ув’язнені містилися в камерах, доступ до яких можна було потрапити лише через невелике подвір’я, прикріплене до задньої частини в’язниці; лише невеликий портал, достатньо великий, щоб передавати їжу, відкривався до блоків камер. Ця конструкція виявилася непрактичною, і під час будівництва були побудовані камери, які дозволяли в’язням входити і виходити з блоків камер через металеві двері, які були закриті важкими дерев’яними дверима, щоб відфільтрувати шум. Зали були спроектовані так, щоб мати відчуття, наче у церкві . 
Деякі вважають, що двері були малі, тому ув’язненим було б важче вийти, мінімізуючи напад на офіцера. Інші пояснили, що маленькі двері змушували в'язнів кланятися, входячи в камеру. Цей дизайн пов’язаний з покаянням і зв’язком з релігійним натхненням в’язниці. Камери були бетонні з єдиним скляним вікном, що уособлювало «Боже око», натякаючи в’язням, що Бог завжди спостерігає за ними. 
За межами камери була окрема зона для вправ, огороджена високими стінами, щоб ув’язнені не могли спілкуватися. Час тренування для кожного ув’язненого було синхронізовано, щоб не було двох ув’язнених поруч один з одним одночасно. Ув’язненим дозволялося садити і навіть тримати домашніх тварин у своїх спортивних дворах. Коли в’язень виходив із камери, охоронець, що супроводжував, накидав на голову капюшон, щоб інші ув’язнені не впізнали його. 
Приміщення камер були передовими для свого часу, включаючи кран із проточною водою над унітазом зі змивом, а також вигнуті труби вздовж частини однієї стіни, які слугували центральним опаленням протягом зимових місяців, де гаряча вода проходила по трубах, щоб підтримувати клітини досить нагріті. Два рази на тиждень охоронці камерного блоку дистанційно змивали туалети.

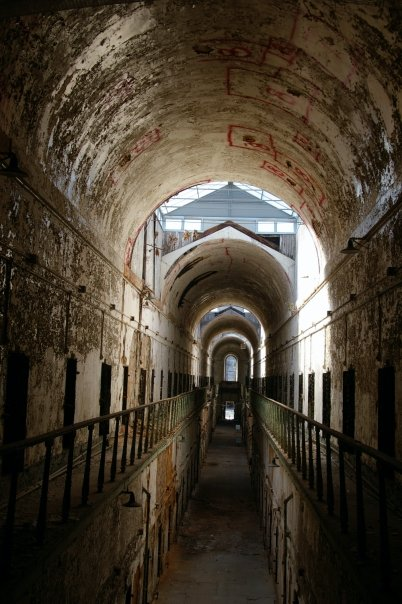
Один із двоповерхових камерних блоків у Східній державній виправній колонії

Початковий проект будівлі передбачав сім одноповерхових камерних блоків, але до моменту завершення будівництва третього блоку в’язниці вже вичерпано. Усі наступні блоки камер мали два поверхи. Ближче до кінця 14 і 15 блоки камер були спішно побудовані через переповненість. Вони були побудовані та спроектовані в’язнями. Камера 15 була для в'язнів з найгіршою поведінкою, і охорона була повністю закрита звідти.
Ув'язнених карали «індивідуальною системою поводження». На той час цей вид покарання вважався найбільш ефективним. Вони були б відокремлені від інших. 
У 1924 році губернатор Пенсільванії Гіффорд Пінчот нібито засудив Пепа «Собаку-вбивцю» (справжнього собаку) до довічного ув’язнення у Східному штаті. Пеп нібито вбив заповітну кішку дружини губернатора. В тюремних записах зазначено, що Пепу було присвоєно номер ув’язненого (№. C2559), який видно на його знімку. Однак причина ув’язнення Пепа залишається предметом дебатів. У сучасній газетній статті повідомлялося, що губернатор пожертвував в’язниці власного собаку, щоб підняти моральний дух ув’язнених. 
3 квітня 1945 року дванадцять ув'язнених здійснили велику втечу (включаючи сумнозвісного Віллі Саттона ), яким протягом року вдалося викопати невідкриту 97-футів (30 м) тунель під стіною в'язниці. Під час ремонту в 1930-х роках було виявлено ще 30 незавершених тунелів, виритих ув’язненими.
У 1965 році він був визнаний національною історичною пам'яткою 
В'язниця була закрита в 1971 році. Багато в'язнів і охоронців були переведені до в'язниці Гретерфорд, приблизно в 31 миля (50 км) на північний захід від Східного штату. Місто Філадельфія придбало майно з наміром його перепланувати. На сайті було кілька пропозицій, серед яких торговий центр і розкішний житловий комплекс, оточений стінами старої в’язниці.
У занедбану епоху (від закриття до кінця 80-х) «ліс» виріс у блоках камер та зовні в стінах. В’язниця також стала домом для багатьох бродячих котів.
У 1988 році Східна державна пенітенціарна група успішно звернулася до мера Вілсона Гуда з проханням зупинити реконструкцію. У 1994 році Східний штат відкрив для публіки історичні тури.

### Кінець системи одиночних камер

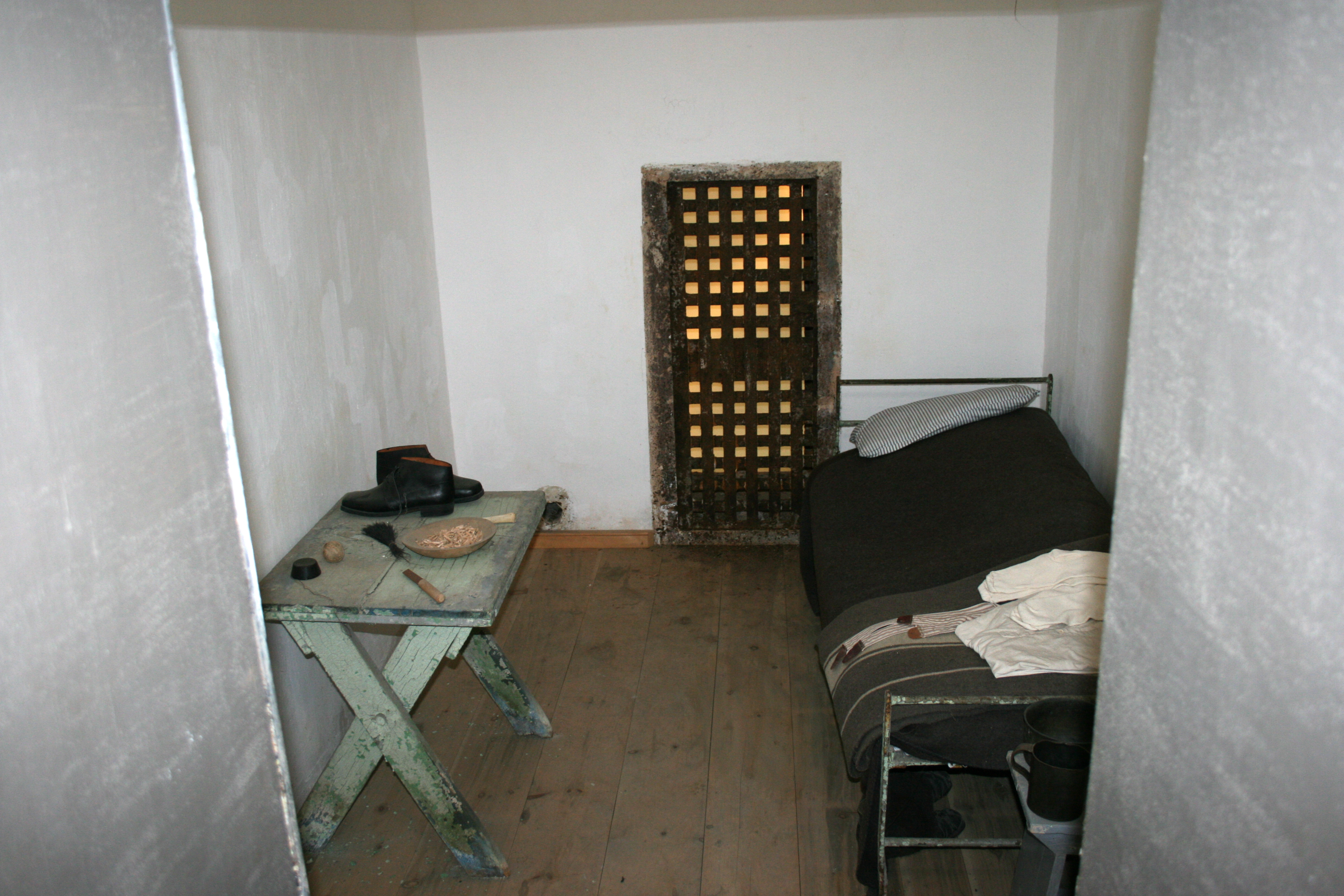
Типова клітина у відновленому стані.

Система одиночних камер зрештою зазнала краху через проблеми з переповненістю. До 1913 року Східний штат офіційно відмовився від одиночної системи і функціонував як в’язниця для зборів, поки не закрилася в 1970 році (Східний штат ненадовго використовувався для розміщення міських в’язнів у 1971 році після заворушень у в’язниці Холмсбург ).

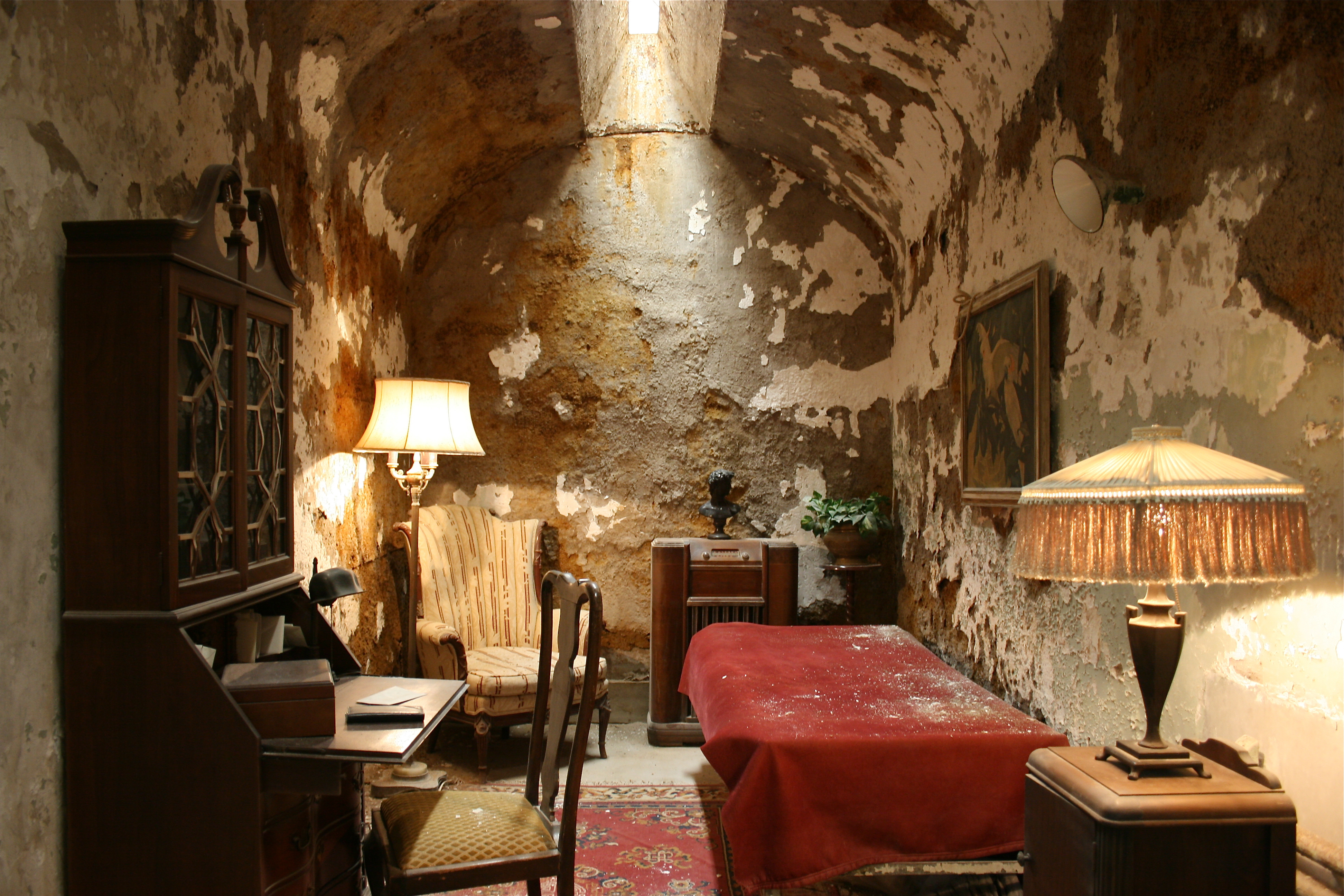
Камера Аль Капоне.

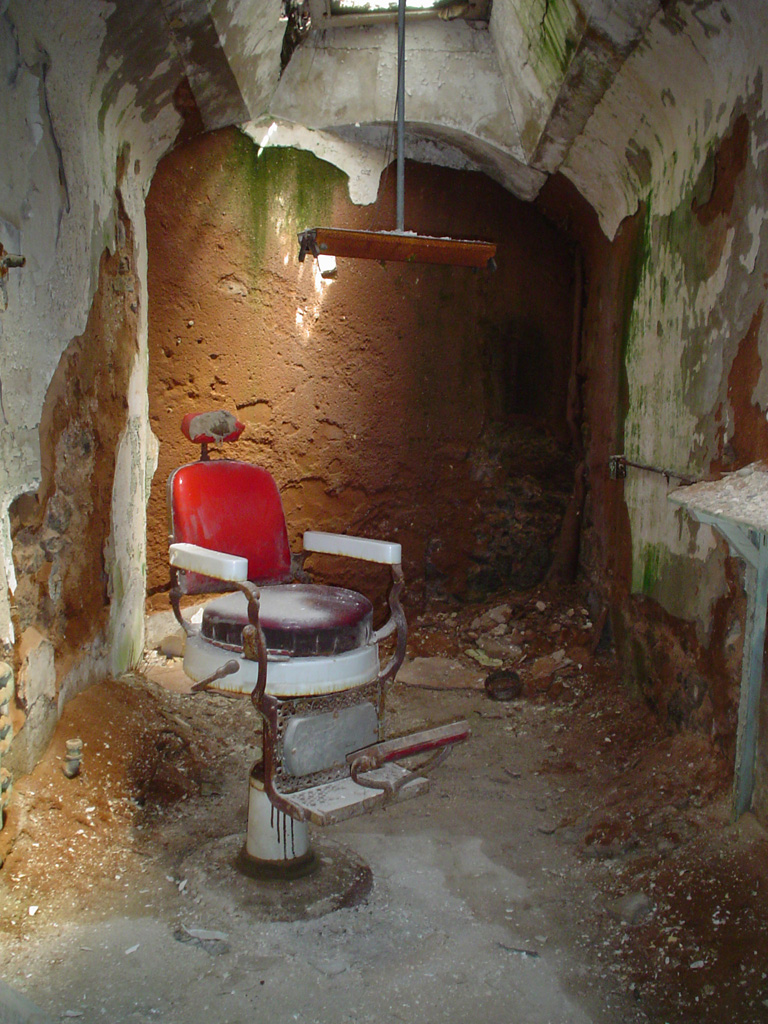
Залишки перукарні.

В’язниця була одним з найбільших громадських проектів ранньої республіки і була туристичним місцем у 19 столітті. Серед відомих відвідувачів були Чарльз Діккенс і Алексіс де Токвіль, а серед відомих ув'язнених були Віллі Саттон і Аль Капоне в 1929 році. Відвідувачі спілкувалися з ув’язненими в їхніх камерах, доводячи, що ув’язнені не були ізольовані, хоча самим ув’язненим не дозволялося зустрічатися з родиною чи друзями під час перебування.
Більшість ранніх ув’язнених були дрібними злочинцями, які були ув’язнені за різні звинувачення в пограбуванні та крадіжках (крадіжки, кишенькові злодійки, викрадачі гаманців, грабіжники тощо), а вперше злочинці часто відбували по два роки.
Пенітенціарія мала не просто покарати, а підштовхнути злочинця до духовних роздумів і змін. Хоча деякі стверджують, що система Пенсільванії була натхненна квакерами, є мало доказів, що підтверджують це; організація, яка сприяла створенню Східного штату, Товариство полегшення біди державних в’язниць (сьогодні Пенсільванське в’язничне товариство ) була менш ніж наполовину квакером, і майже п’ятдесят років її очолював англіканський єпископ Філадельфії Вільям Уайт . Прихильники системи твердо вірили, що злочинці, піддані мовчанню думкам про свою поведінку та потворність їхніх злочинів, стануть щиро розкаяними.
Насправді охоронці та радники закладу розробили різноманітні схеми фізичних та психологічних катувань для різних порушень, зокрема обливання ув’язнених ледяною водою на вулиці в зимові місяці, прив’язування їх язика до зап’ястя таким чином, щоб боротися з ланцюгами змушують розривати язик, прив’язуючи ув’язнених до крісел із щільними шкіряними фіксаторами на кілька днів поспіль, а ув’язнених з найгіршою поведінкою кидають у яму під назвою «Діра», підземну камеру, викопану під камерою 14, де їм не буде ні світла, ні людини контакт, і мало їжі протягом двох тижнів.

### Реформа та реорганізація пенітенціарної системи
SCI Graterford відкрився в 1920-х роках після заворушень у Східному штаті; Рада в'язниці Пенсільванії відкрила Гратерфорд для виконання функцій, які раніше виконував Східний штат. 
До свого закриття в кінці 1969 року Східна державна пенітенціарна установа (тоді відома як Державна виправна установа, Філадельфія ) розробила далекосяжну програму групової терапії з метою залучення всіх ув'язнених. З 1967 року, коли план було започатковано, програма, здається, була помірно успішною, оскільки багато в’язнів були залучені до груп, які були добровільними. Цікавим аспектом було те, що групи очолювали два терапевти, один із персоналу психіки чи соціальної роботи, а другий із персоналу тюремної служби. 

## Архітектурне значення

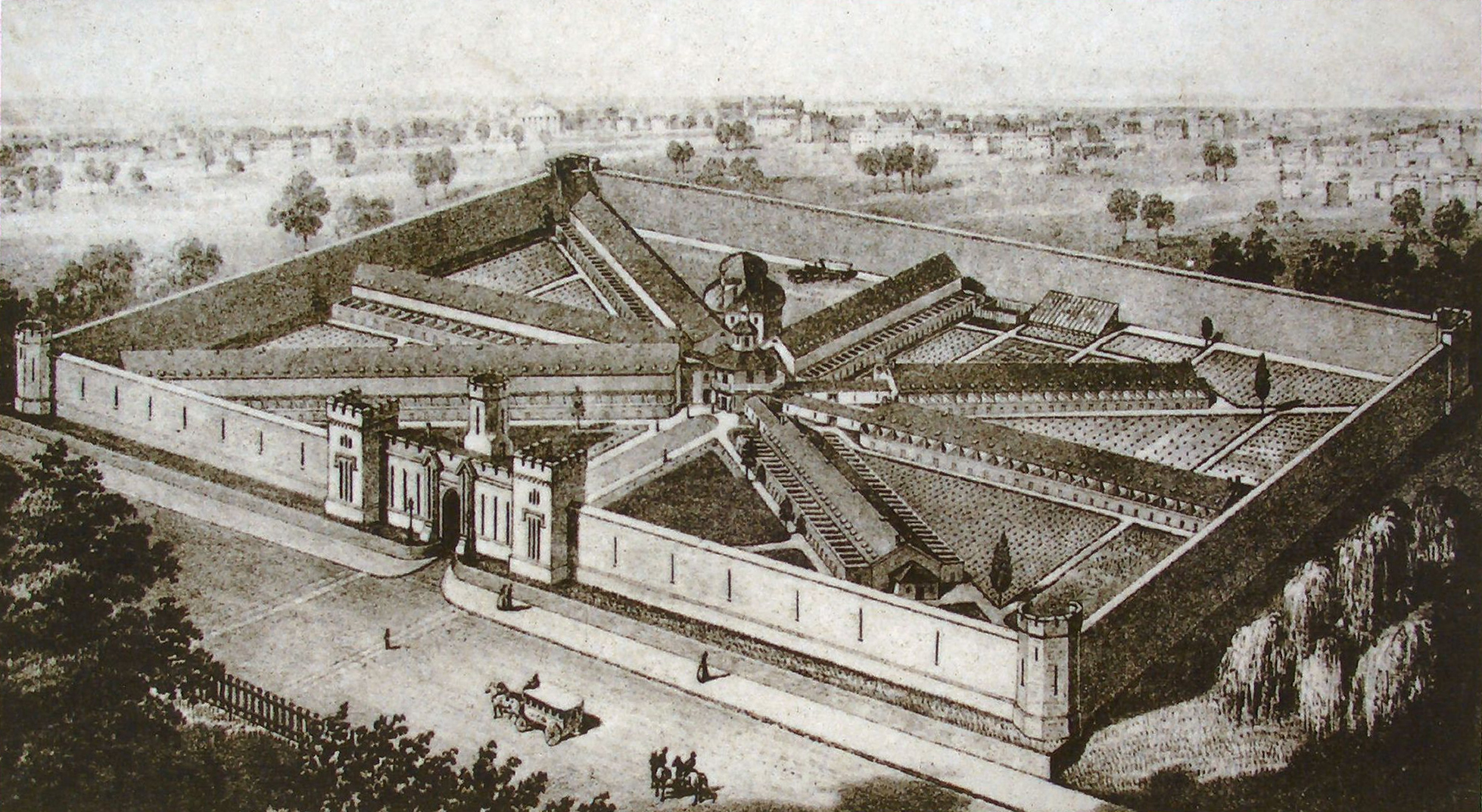
Радіальний план Східної державної пенітенціарії послужив зразком для сотень наступних в'язниць.

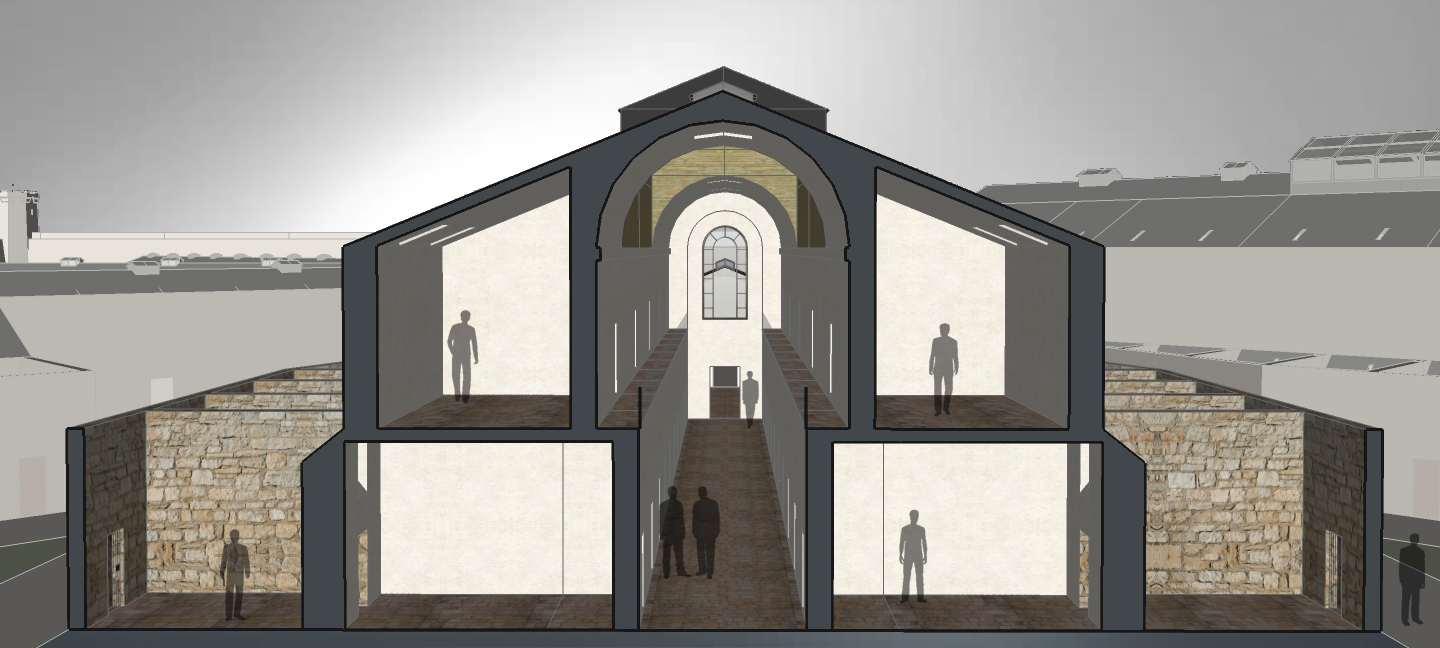
Поперечний перетин клітинного блоку

Коли в 1829 році у Френсісвіллі було споруджено Східну державну в'язницю, або Черрі-Хілл, як її називали на той час (ідея цієї нової в'язниці виникла на зустрічі, що відбулася в будинку Бенджаміна Франкліна в 1787 році), вона була найбільшою і найдорожчою громадська структура в країні.  Його архітектурне значення вперше виникло в 1821 році, коли британський архітектор Джон Хевіленд був обраний для проектування будівлі. Найбільше натхнення для свого плану пенітенціарної установи Хевіленд знайшов у в’язницях та притулках, побудованих починаючи з 1780-х років в Англії та Ірландії.  Він надав в’язниці неоготичного вигляду, щоб вселити страх у тих, хто думав вчинити злочин. 
Ці комплекси складаються з крил камер, що випромінюють у вигляді напів- або повного кола від центральної вежі, звідки в’язниця могла перебувати під постійним наглядом. Проект пенітенціарної установи, розроблений Хевілендом, став відомий як план із вузлом і спицями, який складався з восьмикутного центру, з’єднаного коридорами з сімома випромінюючими одноповерховими камерами, кожен з яких містить два ряди великих одиночних камер — 8 × 12 футів × 10 футів у висоту — з опаленням гарячої води, водопровідним краном, туалетом та окремими тренажерними майданчиками такої ж ширини, як і камера. 
У стіні камери були прямокутні отвори, через які можна було передавати в’язневі їжу та робочі матеріали, а також вічки, щоб охоронці спостерігали за в’язнями, не будучи видимими. Щоб мінімізувати можливості спілкування між ув’язненими, Хевіленд розробив базовий туалет для кожної камери з окремими трубами, що ведуть до центральної каналізації, що, як він сподівався, запобігатиме передачі повідомлень між сусідніми камерами. 
Незважаючи на його зусилля, ув’язнені все ще могли спілкуватися один з одним, і систему змиву довелося кілька разів перепроектувати. Хевіленд зауважив, що він вибрав дизайн, щоб сприяти «спостереженню, зручності, економії та вентиляції».  Після завершення будівництва в’язниці в 1836 році в ній могло розміститися 450 в’язнів. 
Хевіленд завершив архітектуру Східної державної пенітенціарної установи в 1836 році. Кожна камера освітлювалася лише одним джерелом освітлення або з мансардних вікон, або з вікон, яке вважалося «Вікном Бога» або «Оком Божим». Церква розглядала ув’язнення, як правило, в ізоляції, як інструмент, який може змінити гріховну або руйнівну поведінку. Час, проведений у в’язниці, допоміг би ув’язненим замислитися над скоєними ними злочинами, даючи їм місію спокути.

## Сучасне історичне місце
Східна державна пенітенціарна установа працює як музей та історична пам'ятка, відкрита цілий рік. Доступні екскурсії з гідом, а також аудіо-екскурсії (розповідані в основному Стівом Бушемі, з колишніми охоронцями, наглядачами та в’язнями). Для дітей доступне полювання на сміття.
Відвідувачам дозволено заходити до кількох спеціально позначених одиночних камер, але більшість із них залишаються забороненими та заповнені оригінальними уламками та уламками років занедбаності. Міський горизонт Філадельфії видно з тюремного двору, де досі є оригінальний бейсбольний упор і огорожа з ланцюга на вершині "зовнішньої стіни", зовнішньої стіни в'язниці, щоб намагатися зберегти м'ячі хоумрану на території.
Крім того, Східний штат проводить багато спеціальних заходів протягом року. Щороку в липні відбувається святкування Дня взяття Бастилії, доповнене комедійною інтерпретацією штурму Бастилії та викиданням з веж тисячі смачних страв , які супроводжуються криком «нехай їдять смачненьке!» від актора, що грає Марію Антуанетту. (Ця традиція Філадельфії, на жаль, закінчилася в 2018 році. ) 
Щороку музей відвідує близько 220 000 відвідувачів. 
Релігійні фрески в кабінеті тюремного капелана, намальовані в 1955 році ув’язненим Лестером Смітом, залишаються видимими для гостей, незважаючи на пошкодження від впливу сонячного світла. 
Екскурсія завершується виставкою під назвою «Тюри сьогодні: питання в епоху масового ув’язнення», яка інформує гостей про сучасну тюремну систему США та її недоліки. 

### Реставрація
Об’єкт зберігався в « збережених руїнах », що означає, що жодних суттєвих ремонтів чи реставрацій не було здійснено до 1991 року, коли The Pew Charitable Trusts надав фінансування, щоб розпочати зусилля зі стабілізації та збереження. 

#### Збір коштів та проекти
- Освітлення периметра : у 2001 році було завершено проект «Освітлення периметра», що фінансується Департаментом громад та економічного розвитку (250 000 доларів США), і збір коштів на Хеллоуїн 2000 року (50 000 доларів США). [20]
- Rotunda and Links Roofing : у 2002 році проект Rotunda and Links Roofing, профінансований премією Save America's Treasures Award (500 000 доларів США), місто Філадельфія (355 000 доларів США), Keystone Historic Preservation (90 000 доларів) і Halloween Fundra (2005, 2005) завершено. [21]
- Стабілізація промислової будівлі : у 2003 році було завершено проект стабілізації промислових будівель, фінансований Радою директорів пенітенціарної установи Східного штату, сенатором Вінсентом Дж. Фумо, щорічне звернення 2001 року, грант Комісії з історії та музею Пенсільванії. [22]
- Пенітенціарна лікарня : у 2003 році розпочався проект стабілізації даху пенітенціарної лікарні, що фінансувався за рахунок щорічного звернення 2002 року, а роботи були завершені в січні 2004 року [23] .
- Пенітенціарна оранжерея : у 2004 році було розпочато проект стабілізації пенітенціарної теплиці, що фінансувався за рахунок щорічного звернення 2004 року, і робота була завершена у квітні 2005 року [24] .
- Меморіальна синагога Альфреда В. Флейшера : У 2006 році розпочався проект синагоги. Названа на честь тюремного реформатора, засновника та президента Опікунської ради Східної державної пенітенціарної установи з 1924–1928 років, реставрація єврейської синагоги була завершена у 2009 році [25] . Фінансування очолював Комітет з реставрації синагоги, очолюваний Сінді Ванерман, і включав Фонд Сюзанни Ф. і Ральфа Дж. Робертс, Фонд Ейлін К. і Браяна Л. Робертс, Фонд Дугласа Альфреда і Діани Бейлес Робертс, Говард Г. і Адель Ф. Флейшер, сім'я Вільяма Портнера, а також довгий список інших осіб. [26]
- Солярій Східної державної пенітенціарії, сонячне світло та свіже повітря над лікарняним блоком : у 2008 році розпочався проект солярію, який фінансувався переважно за рахунок індивідуальних пожертв., [27] Побудований у 1922 році над лікарнею для боротьби з туберкульозом, реставрація була важливою не лише з архітектури, а й для майбутнє клітинного блоку 3 нижче. [28]
- Кухня та пекарня Східної державної пенітенціарної установи : у 2009 році було розпочато та завершено проект стабілізації даху кухні та пекарні, який фінансувався переважно окремими донорами. [29] Проект дозволить захистити протягом кількох років, поки можна буде придбати фінансування для постійного даху. [30]

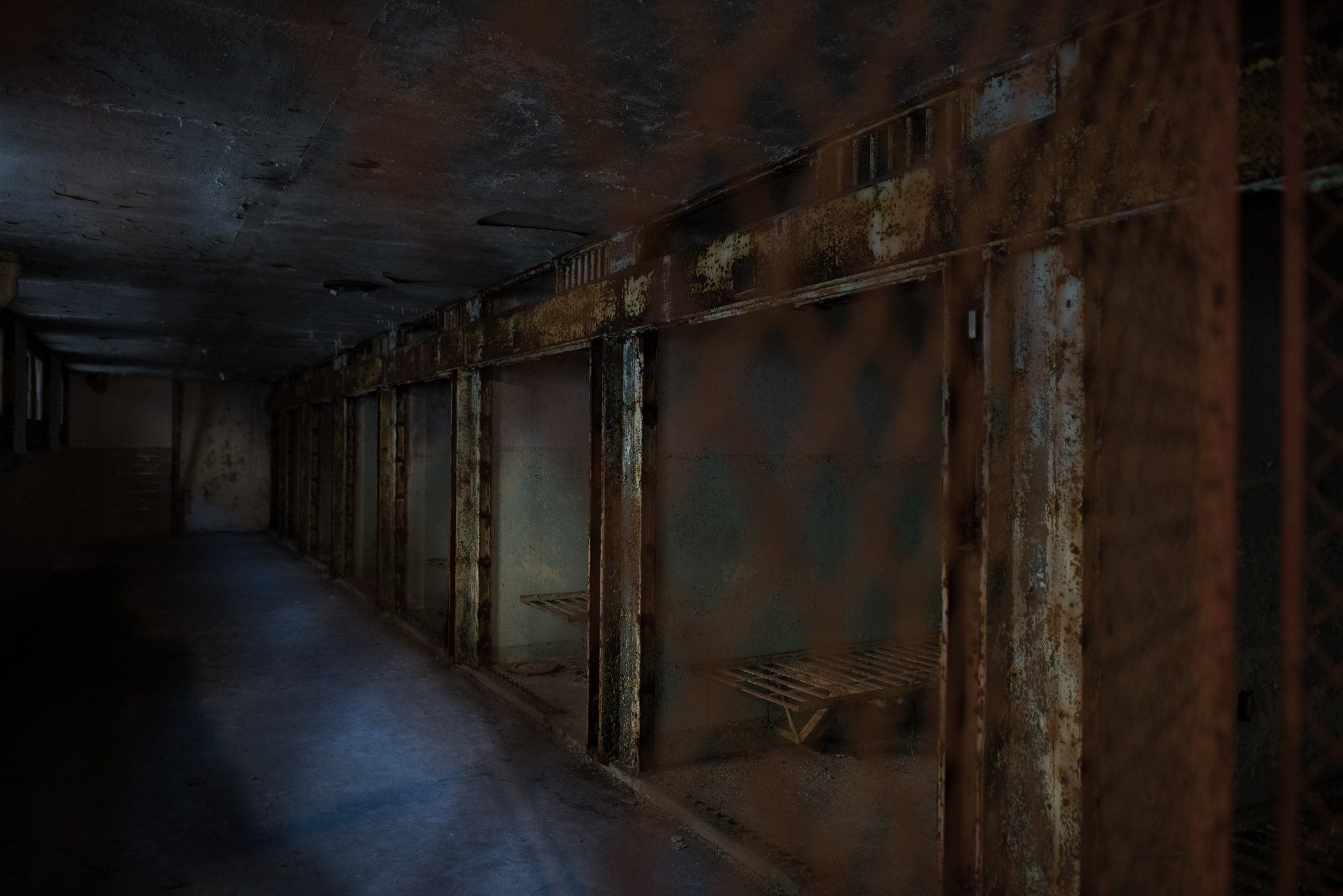
Блок камер смертників

- Блок камер смертників Death Row, The Last Cell Блок Побудований : У 2011 році розпочалися збори в рамках підготовки до відновлення даху та дренажної системи "камерного блоку 15". На виправній колонії фактично нікого не стратили.
- Операційна У 2003 та 2004 роках донори щорічного звернення 2002 року зробили можливим тимчасовий ремонт покрівлі та дренажної системи операційної та реанімаційної, що запобігло можливому обваленню даху. Це значна частина пенітенціарної установи, оскільки до завершення 1910 року операції, як правило, проводилися в камерних блоках. У період з 2009 по 2012 рік над солярієм і камерою 3 було перебудовано дах. Пожертвування були зібрані від 183 донорів [31] на 35 000 доларів, необхідних для стабілізації та консервації операційної. Зібрані 54 000 доларів дозволили реалізувати програму «Історія з рук». [32]

У 1996 і 2000 роках Всесвітній фонд пам’яток включив Східну державну пенітенціарію до свого списку World Monuments Watch, що складається з двох років до списку об’єктів культурної спадщини, що перебувають під загрозою зникнення.

### Терор за стінами
«Терор за стінами» — це щорічна подія, присвячена Хеллоуїну в будинку з привидами, яку проводить Eastern State Penitentiary Historic Site, Inc. (ESPHS). Перший збір коштів на Хеллоуїн відбувся на Хеллоуїнських вихідних у 1991 році  . Перші події мали різні форми, включно з короткими театральними виставами та правдивими розповідями про тюремні вбивства та насильство.  У 1997 році подія була перейменована на «Терор за стінами», ставши визначною пам’яткою, яка приголомшує, а не загоряється. 
У 2001 році він був розділений на три окремі, менші атракціони з привидами, включаючи 3-D будинок з привидами. На той час це був єдиний тривимірний будинок із привидами у південно-східній Пенсільванії та один із перших у Сполучених Штатах.  У 2003 році в пенітенціарному комплексі було збудовано чотири напівпостійні атракціони з привидами. 
Подія 2014 року включала шість атракціонів: Lock Down, The Machine Shop, Detritus, Infirmary, The Experiment і Night Watch.  Подія 2016 року також включала шість атракціонів: Lock Down: The Uprising, The Machine Shop, Break Out, Detritus, Infirmary та Quarantine 4-D.  Атракціон із привидами Blood Yard був доданий у 2017 році 

### Художні експонати
- Коти-примари – Коли в’язниця закрилася в 1971 році, всередині жила колонія котів . Коли почалося відновлення, котів захопили та стерилізували, що призвело до того, що вони зрештою загинули. Художниця Лінда Бреннер виліпила 39 скульптур котів, які оточують будинок. Скульптури були цілеспрямовано виготовлені з матеріалу, який з часом повільно розчиняється, щоб уявити неминучий природний розпад, з яким стикається все живе.
- Кінець тунелю – сотні футів червоних труб були встановлені художником Дейтоном Каслменом, що представляє шляхи евакуації, якими користуються в’язні.
- Таблиця спогадів – шість діорами були виліплені художницею Сьюзен Хаген, щоб відобразити важливі моменти в історії в’язниці. Вони розкидані навколо сьомого блоку клітин.
- GTMO – Копія камери табору Гуантанамо була створена художником Вільямом Кромаром в одній із камер.
- На півдорозі іншого дня – металевий сонячний годинник, встановлений, щоб показати «плинність часу» Майкла Гротхузена у дворі першого блоку камер.
- Я завжди хотів поїхати до Парижа, Франція – художниця Алекса Хойєр встановила три телевізори, один у камері, один у коридорі та один у душовій, показуючи сім десятиліть тюремних фільмів. Назва « Я завжди хотів поїхати до Парижа, Франція » взята з цитати з одного з уривків фільму, показаних у камері в’язня.
- Співставлення – брати Метью та Джонатан Стемлери розділили клітинку №34 у блоці 11 по горизонталі. Сітка на стелі підтримує відображення підвішених штук штукатурки вздовж однієї площини. Мелений слюдяний сланець, насипаний на підлогу, пом’якшує сходинку та покращує текстуру простору, а лавка забезпечує кращу позицію, з якої можна розглядати та розглядати загальний ефект твору.
- My Glass House – поточний проект, створений художницею Джудіт Тейлор, зробивши чорно-білі фотографії природного середовища проживання, знайденого у стінах в’язниці. Відбитки потім перетворюють на скло, а скло, яке не вистачає, замінюють у теплиці у дворі першого блоку камер.

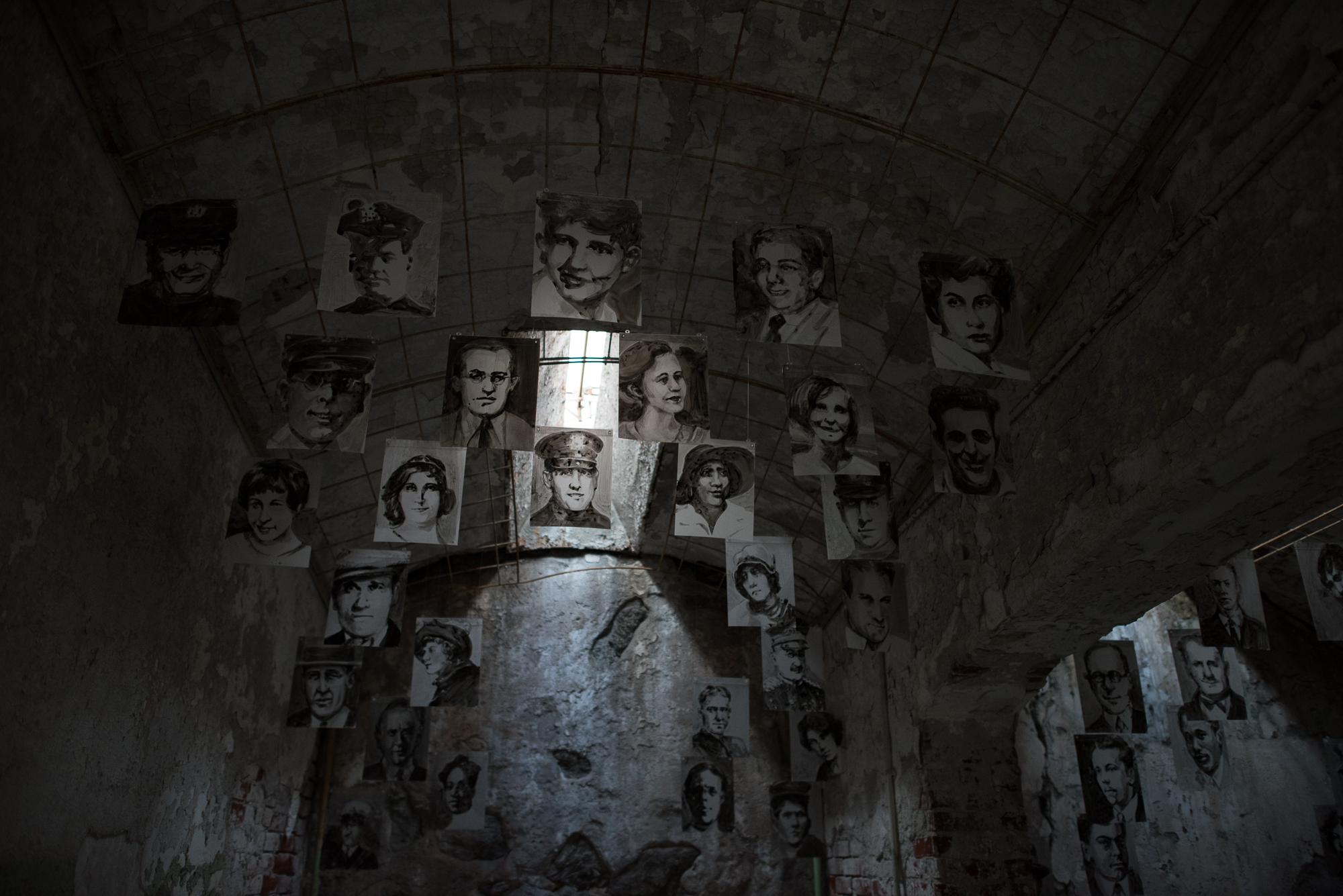
Фотографії жертв, убитих ув’язненими, які тут ув’язнені

- Фотографії жертв, убитих ув’язненими, які тут ув’язнені Living Space – створений Джоанною Інман та Анною Нортон, Living Space складається з п’яти відео, що містять уповільнені фотографії того, як зміна погоди та освітлення змінюється в Східній державній пенітенціарній установі. Художники поставили свої камери в місцях, які роблять Східну державну пенітенціарію унікальною, щоб зафіксувати тонкі способи, якими природа грає на структурі будівлі. Метою було створити споглядальні фотографії. Дозволяючи громадськості побачити поступовий вплив часу на конкретні місця, зростання і занепад визнаються та досліджуються як компоненти, які роблять Східну державну пенітенціарію більш життєвим простором.

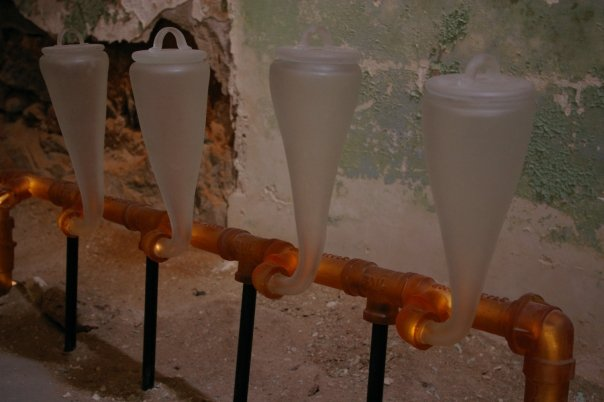
Purge Incomplete, виставка Мері Джо Боул

- Чистка не завершена – виставка Мері Джо Боул досліджує історію сантехніки в пенітенціарній установі. Водопостачання в будівлі було раніше, ніж у Білого дому. Скульптурні вироби, виготовлені зі смоли, латуні та матового скла, створені за зразком оригінального проекту Джона Гевіленда для сантехніки Східної державної пенітенціарної установи. Експозиція включає види водопроводу з точки зору тих, хто проживає або працює у в’язниці, зокрема ув’язнених, тюремних охоронців та виробників сантехніки. Крім того, експозиція демонструє скульптури як непрозорі, так і напівпрозорі, у яких напівпрозорі частини світяться всередині клітин.

## Культурні посилки

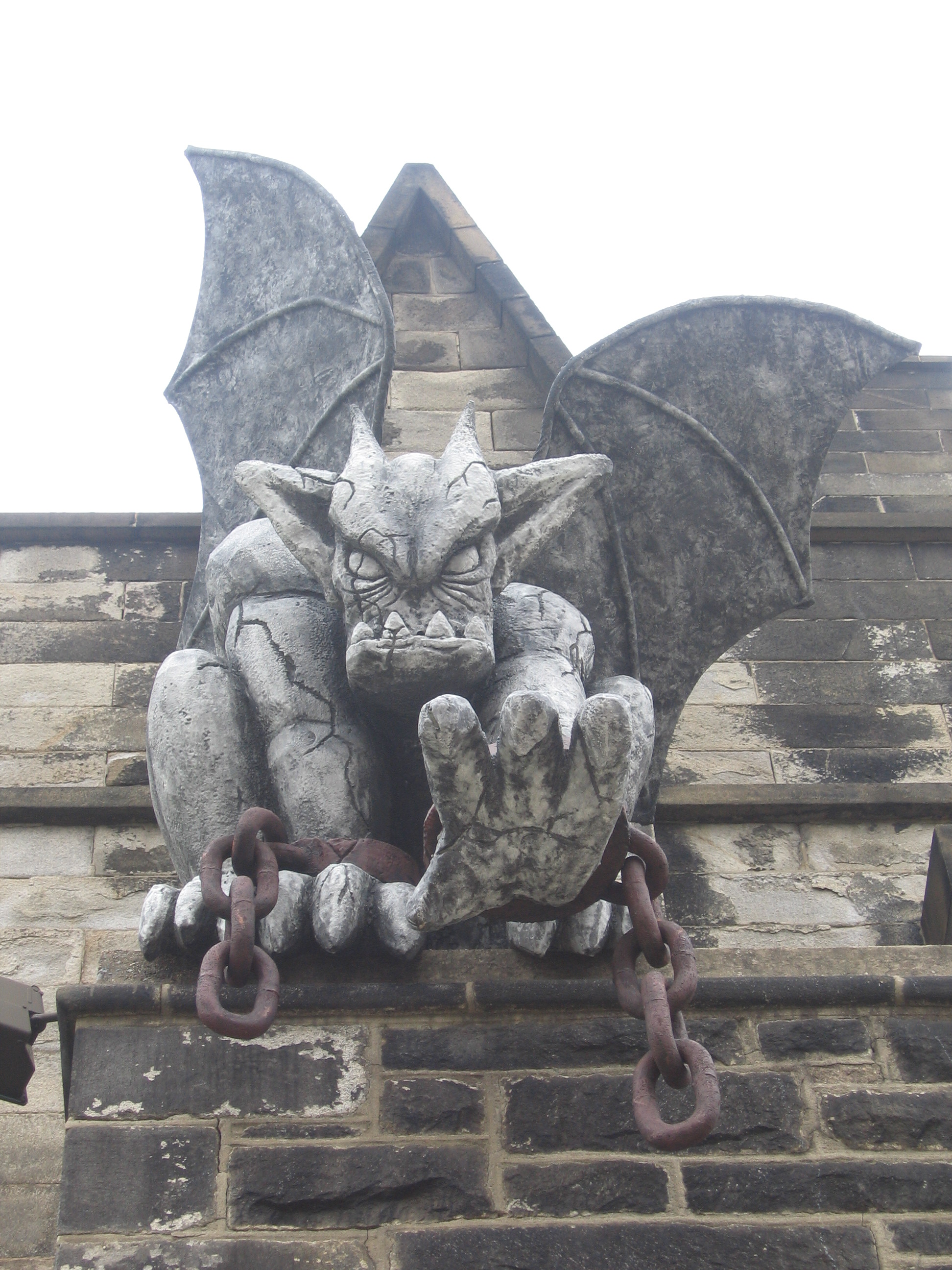
Фальшива горгулья на фасаді Східної державної виправної установи на Хеллоуїн "Терор за стінами" переслідувала пам'ятку

Завдяки своєму зловісному вигляду, похмурій атмосфері та довгій історії Східний штат використовувався як місце для телевізійних програм і фільмів про привиди . Паранормальні телешоу, як-от « Мисливці за привидами», «Пригоди привидів», « BuzzFeed Unsolved »  та «Страх» на MTV, досліджували паранормальне явище у Східному штаті. Східний штат також був використаний в епізоді Cold Case під назвою «Будинок», де йдеться про вбивство після втечі ув’язненого. Для шоу в’язницю перейменували в Північну державну пенітенціарію.
1 червня 2007 року Most Haunted Live! провів і транслював паранормальне розслідування в прямому ефірі (вперше в Сполучених Штатах) із пенітенціарної установи Східного штату протягом семи безперервних годин, сподіваючись увійти в контакт із надприродними істотами. У грі The Suffering для PlayStation 2 гравці можуть знайти документальний відеофільм про Східну державну пенітенціарію, який є одним із джерел натхнення для гри.
У Східному штаті було знято щонайменше два музичні кліпи: 29 липня 1985 року Тіна Тернер зняла своє відео «One of the Living» у покинутій в’язниці. Філадельфійська панк-група The Dead Milkmen хіт "Punk Rock Girl" включав кадри групи у в'язниці, а також проїзд по околицях Фермаунт.
Східний штат також був місцем у кількох художніх фільмах. У фільмі Террі Гілліама 1995 року « Дванадцять мавп » він використовувався як місце для психіатричної лікарні. У фільмі 1998 року « Повернення до раю» він використовувався як заміна в’язниці в Малайзії.  Фільм 2000 року «Фабрика тварин » режисера Стіва Бушемі в значній мірі спирався на «Східний штат» у зображенні в’язниці в стані занепаду. У червні 2008 року Paramount Pictures використовувала частини Східної державної виправної колонії для зйомок фільму « Трансформери: Помста загиблих» .
У вересні 2008 року History Press випустила « Східна державна пенітенціарія: історія », єдину вичерпну книгу з історії, яка зараз друкується про Східний штат. Його написав Пол Кахан, історик і колишній екскурсовод, за сприяння директора з освіти сайту; у книзі є передмова, написана колишнім соціальним працівником виправної установи.
У 2012 році саундтрек до фільму Alpha Girls був записаний у Східній державній пенітенціарії гуртом Southwork . 

## Дивитися також
- Список національних історичних пам'яток у Філадельфії
- Національний реєстр історичних місць у Північній Філадельфії

## Подальше читання
- Маніон, Джен. В’язні Свободи: Карцеральна культура в ранній Америці 2015, University of Pennsylvania Press
- Бойд, Брюс "Король гір: історія сім'ї Бруно" 2016 Ingram Press

## Зовнішні посилання
- Офіційний сайт
- Historic American Buildings Survey (HABS) No. PA-1729, "Eastern State Penitentiary", 161 photos, 15 color transparencies, 94 data pages, 14 photo caption pages